# Coupe de la Ligue 2013-2014
La Coppa di lega francese 2013-2014 (in francese Coupe de la Ligue) è stata la 20ª edizione del torneo. È iniziata il 6 agosto 2013 e si è conclusa il 19 aprile 2014 con la finale tra Paris Saint-Germain e Lione, vinta 2-1 dai parigini grazie alla doppietta di Edinson Cavani. Con questo successo il PSG ha conquistato il trofeo per la quarta volta, risultando la squadra con il maggior numero di affermazioni nella competizione.
La finale si è disputata per la diciassettesima volta allo Stade de France di Saint-Denis.

## Regolamento
La manifestazione era costituita da sei turni, oltre la finale, tutti a eliminazione diretta.
Ai primi due turni preliminari prendevano parte le 20 squadre iscritte al campionato di Ligue 2 più 3 formazioni provenienti dal Championnat National. Il Nancy è partito dal secondo turno.
Dal terzo turno, corrispondente ai sedicesimi di finale, prendeva il via la fase finale del torneo. A questo step entravano in scena 12 squadre di Ligue 1, mentre negli ottavi di finale è avvenuto l'ingresso delle teste di serie (prime otto classificate nella stagione precedente di Ligue 1).

## Calendario
| Fase        | Turno            | Partita unica       |                     |
| ----------- | ---------------- | ------------------- | ------------------- |
| Preliminari | 1º turno         | 6/7 agosto 2013     | 6/7 agosto 2013     |
| Preliminari | 2º turno         | 27 agosto 2013      | 27 agosto 2013      |
| Preliminari | 3º turno         | 29/30 ottobre 2013  | 29/30 ottobre 2013  |
| Fase Finale | Ottavi di finale | 17/18 dicembre 2013 | 17/18 dicembre 2013 |
| Fase Finale | Quarti di finale | 14/15 gennaio 2014  | 14/15 gennaio 2014  |
| Fase Finale | Semifinali       | 4/5 febbraio 2014   | 4/5 febbraio 2014   |
| Fase Finale | Finale           | 19 aprile 2014      | 19 aprile 2014      |

## Preliminari

### Primo turno
| Squadra 1       | Risultato       | Squadra 2         |
| --------------- | --------------- | ----------------- |
| 6 agosto 2013   |                 |                   |
| Brest           | 1 – 4           | Auxerre           |
| Tours           | 2 – 2 (4–3 dtr) | Istres            |
| Boulogne        | 1 – 1 (3–4 dtr) | Créteil-Lusitanos |
| Laval           | 0 – 1           | Nîmes             |
| Niort           | 2 – 3           | Le Havre          |
| Amiens          | 1 – 0           | Châteauroux       |
| Caen            | 2 – 0           | Metz              |
| Gazélec Ajaccio | 2 – 2 (3–5 dtr) | Troyes            |
| Clermont Foot   | 3 – 0           | Digione           |
| 7 agosto 2013   |                 |                   |
| CA Bastia       | 0 – 1           | Arles             |
| Angers          | 1 – 2 (dts)     | Lens              |

### Secondo turno
| Squadra 1      | Risultato   | Squadra 2         |
| -------------- | ----------- | ----------------- |
| 27 agosto 2013 |             |                   |
| Caen           | 0 – 3       | Auxerre           |
| Le Havre       | 2 – 3 (dts) | Amiens            |
| Clermont Foot  | 0 – 1       | Tours             |
| Nîmes          | 1 – 2       | Troyes            |
| Lens           | 3 – 4       | Créteil-Lusitanos |
| Nancy          | 1 – 0       | Arles             |

### Terzo turno
| Squadra 1         | Risultato   | Squadra 2   |
| ----------------- | ----------- | ----------- |
| 29 ottobre 2013   |             |             |
| Bastia            | 1 - 0       | Ajaccio     |
| Valenciennes      | 1 - 3       | Troyes      |
| Rennes            | 2 – 1 (dts) | Nancy       |
| Tours             | 3 - 1       | Amiens      |
| Créteil-Lusitanos | 1 - 3       | Tolosa      |
| Lilla             | 0 – 1 (dts) | Auxerre     |
| Nantes            | 2 - 0       | Lorient     |
| 30 ottobre 2013   |             |             |
| Guingamp          | 1 - 2       | Évian TG    |
| Sochaux           | 3 – 2 (dts) | Montpellier |
| Stade Reims       | 1 - 0       | Monaco      |

## Fase finale

### Ottavi di finale
| Squadra 1           | Risultato   | Squadra 2     |
| ------------------- | ----------- | ------------- |
| 17 dicembre 2013    |             |               |
| Nantes              | 1 - 0       | Auxerre       |
| 18 dicembre 2013    |             |               |
| Olympique Lione     | 3 - 2       | Stade Reims   |
| Nizza               | 3 - 0       | Sochaux       |
| Paris Saint-Germain | 2 - 1 (dts) | Saint-Étienne |
| Olympique Marsiglia | 2 - 1       | Tolosa        |
| Rennes              | 1 - 2       | Bordeaux      |
| Évian TG            | 2 - 1       | Bastia        |
| Troyes              | 3 - 2       | Tours         |

### Quarti di finale
| Squadra 1       | Risultato | Squadra 2           |
| --------------- | --------- | ------------------- |
| 14 gennaio 2014 |           |                     |
| Bordeaux        | 1 - 3     | Paris Saint-Germain |
| 15 gennaio 2014 |           |                     |
| Nantes          | 4 - 3     | Nizza               |
| Troyes          | 3 - 1     | Évian TG            |
| Olympique Lione | 2 - 1     | Olympique Marsiglia |

### Semifinali
| Squadra 1         | Risultato | Squadra 2           |
| ----------------- | --------- | ------------------- |
| 4/5 febbraio 2014 |           |                     |
| Nantes            | 1 - 2     | Paris Saint-Germain |
| Olympique Lione   | 2 - 1     | Troyes              |

### Finale
| Arbitro: | Lannoy |

|               |           |                       |
| Lacazette 56’ | Marcatori | 4’, 33’ (rig.) Cavani |

| O. Lione | Paris SG |

#### Formazioni
| Olympique Lione: |    |                     |     |       |
|                  |    |                     |     |       |
| P                | 16 | Anthony Lopes       | 32’ |       |
| D                | 3  | Henri Bedimo        |     | 90+2’ |
| D                | 5  | Milan Biševac       | 68’ |       |
| D                | 14 | Mouhamadou Dabo     |     | 54’   |
| D                | 23 | Samuel Umtiti       |     |       |
| C                | 24 | Corentin Tolisso    |     |       |
| C                | 17 | Steed Malbranque    |     | 68’   |
| C                | 21 | Maxime Gonalons (c) |     |       |
| C                | 28 | Arnold Mvuemba      |     |       |
| A                | 10 | Alexandre Lacazette |     |       |
| A                | 18 | Bafétimbi Gomis     |     |       |
| A disposizione:  |    |                     |     |       |
| P                | 30 | Mathieu Gorgelin    |     |       |
| D                | 2  | Mehdi Zeffane       |     |       |
| D                | 4  | Bakary Koné         |     | 90+2’ |
| A                | 19 | Jimmy Briand        |     | 54’   |
| C                | 20 | Gaël Danic          |     |       |
| A                | 26 | Clinton N'Jie       |     |       |
| C                | 31 | Nabil Fekir         |     | 68’   |
| Allenatore:      |    |                     |     |       |
| Rémi Garde       |    |                     |     |       |

| Paris Saint-Germain: |    |                   |     |       |
|                      |    |                   |     |       |
| P                    | 1  | Nicolas Douchez   |     |       |
| D                    | 2  | Thiago Silva (c)  |     |       |
| D                    | 13 | Alex              |     |       |
| D                    | 17 | Maxwell           |     |       |
| D                    | 26 | Christophe Jallet |     |       |
| C                    | 8  | Thiago Motta      |     |       |
| C                    | 14 | Blaise Matuidi    |     |       |
| C                    | 24 | Marco Verratti    | 68’ | 74’   |
| A                    | 9  | Edinson Cavani    |     |       |
| A                    | 22 | Ezequiel Lavezzi  |     | 75’   |
| A                    | 29 | Lucas             |     | 90+1’ |
| A disposizione:      |    |                   |     |       |
| P                    | 30 | Salvatore Sirigu  |     |       |
| C                    | 4  | Yohan Cabaye      |     | 74’   |
| D                    | 5  | Marquinhos        |     |       |
| A                    | 7  | Jérémy Ménez      |     | 90+1’ |
| D                    | 21 | Lucas Digne       |     |       |
| C                    | 25 | Adrien Rabiot     |     |       |
| A                    | 27 | Javier Pastore    |     | 75’   |
| Allenatore:          |    |                   |     |       |
| Laurent Blanc        |    |                   |     |       |